# Fondation Groupe France Télévisions
 (août 2025).
 (août 2025).
La Fondation Groupe France Télévisions est lancée le 5 février 2007 par Patrick de Carolis pour prolonger sur le terrain les efforts des antennes en matière d’accès à la culture, de pédagogie et de découverte. 

## Historique
La Fondation France Télévisions est lancée le 5 février 2007 par Patrick de Carolis ayant pour action de prolonger sur le terrain les efforts des antennes en matière d’accès à la culture, de pédagogie et de découverte[source secondaire souhaitée]. Elle remplit sa mission de service public au profit des populations en difficulté (personnes âgées, handicapées, emprisonnées, défavorisées, etc.) et des jeunes, dans les écoles primaires, les collèges, les lycées, les quartiers. Les membres fondateurs de la Fondation sont France Télévisions ainsi que France Télévisions Publicité et Multimédia France Productions, filiale du groupe.
En janvier 2020, la fondation intègre les fondations de France Medias Monde et de TV5 Monde, redéfinit ses objectifs, et devient la Fondation Engagement Médias pour les Jeunes, fondation arbitrée par la Fondation de France,.
Début 2024, la fondation lance un appel à projets baptisé "Ma parole" qui vise à soutenir des initiatives et des structures d'intérêt général orientées vers la valorisation de l'expression à travers l'écriture, l'éloquence, la parole et la confiance en soi pour contribuer à une meilleure intégration des jeunes dans la société[source secondaire nécessaire].
En décembre 2024, à la suite du passage du cyclone Chido qui a ravagé Mayotte, la Fondation France Télévisions lance un appel à générosité pour venir en aide aux populations locales[source secondaire nécessaire].

## Comité exécutif

### Collège des fondateurs
Représentants de France Télévisions (7) :
- Delphine Ernotte Cunci, présidente-directrice générale
- Christophe Tardieu, secrétaire général
- Laurence Mayerfield, directrice des ressources humaines et à organisation
- Stéphane Sitbon-Gomez, directeur des antennes et des programmes
- Marianne Siproudhis, directrice du marketing et de la communication
- Laurent Guimier, directeur de l'information
- Pierre Mouchel, secrétaire du CSE central et représentant des salariés

Représentants de France Télévisions Publicité (2) :
- Marianne Siproudhis, directrice générale

- Nathalie Dinis Clemenceau, directrice générale adjointe chargée du commerce

Représentants France Média Monde (3) :
- Marie-Christine Saragosse, présidente-directrice générale
- Thomas Legrand-Hedel, directeur de la communication et des relations institutionnelles
- Maximilien de Libera, secrétaire du CSE

Représentants de TV5 Monde (2) :
- Yves Bigot, président-directeur général
- Thomas Derobe, secrétaire général

### Collège de personnalités
- Yann Arthus-Bertrand, photographe, président fondateur de la Fondation GoodPlanet
- Mercedes Erra, présidente exécutive Euro RSCG Worldwide, DG d’Havas, Présidente du CA de l'Établissement public du Palais de la Porte Dorée
- Bouchra Rejani, fondatrice de Wemake
- Abdel Al Malik, artiste
- Jean-Marc Merriaux, PDG de la mission laïque française
- Zahia Ziouani, directrice artistique de l’Orchestre Symphonique Divertimento
- Frédéric Lenoir, écrivain, fondateur de l'association SEVE
- Marie-Aleth Grard, PDG ATD Quart Monde France

### Collège des donateurs
- Bruno Schmutz, directeur général média et audiences IPSOS France
- Michel-Édouard Leclerc, président du comité stratégique de l'association des centres distributeurs E.Leclerc
- Marie-Anne Denis, PDG du groupe Milan Presse

## Action de la fondation
La Fondation France Télévisions a une activité de mécénat, c'est-à-dire une action au bénéfice de l’intérêt général, à but non lucratif. Elle intervient dans les projets à dimension pédagogique au travers desquels les jeunes bénéficiaires s'impliquent et participent de manière significative.

## Associations et projets soutenus
Depuis sa création en 2007, la Fondation a accompagné plus de 240 projets pour un total de plus de 600 000 bénéficiaires répartis sur l’ensemble du territoire français[source secondaire souhaitée]. 